# Tirso de Obregón y Pierrad
Tirso de Obregón y Pierrad (Molina de Aragón, (Guadalajara), 28 de gener de 1832 - 17 de març de 1889) fou un cantant líric-dramàtic de la corda de baríton.
Es dedicà al gènere líric-dramàtic (sarsuela), després d'haver fet els estudis en el Conservatori de Madrid, en el que hi havia ingressat el 1852. Dotat d'una bella veu de baríton i educat en excel·lent escola de declamació, creà diferents papers amb molt de fruit i aplaudiments merescuts, principalment en les obres Marina, El juramento, Zampa, El grumete, Las hijas de Eva, El toque de ánimas i Moreto.
El setembre de 1867 fou nomenat mestre i director de la secció líric-dramàtica del Conservatori madrileny. Era cavaller de l'Orde de Carles III i comanador de número de l'Orde americana de l'Orde d'Isabel la Catòlica.